# Musée des Beaux-Arts de l'oblast de Donetsk

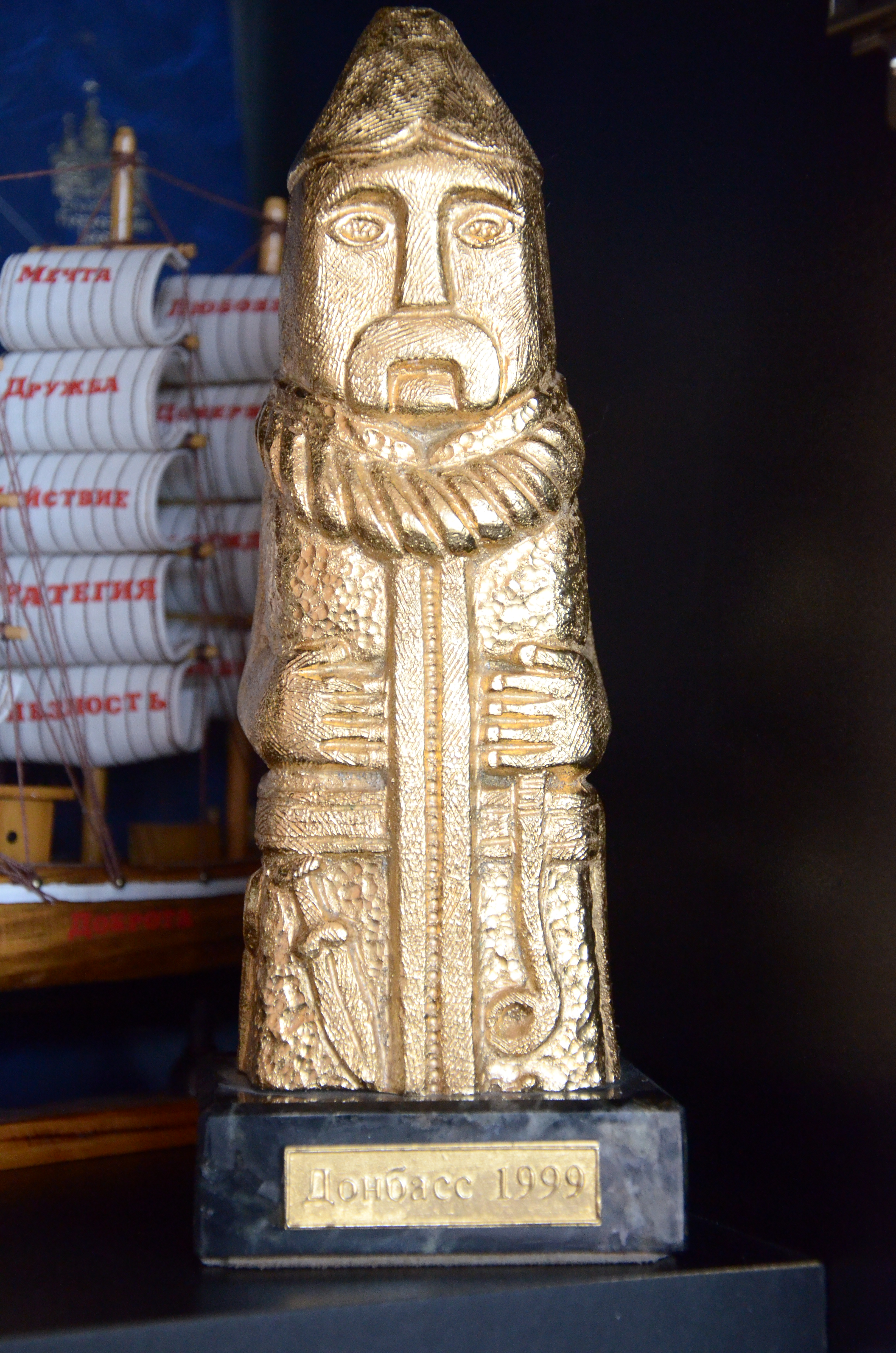
Le Schythe d'or en 1999

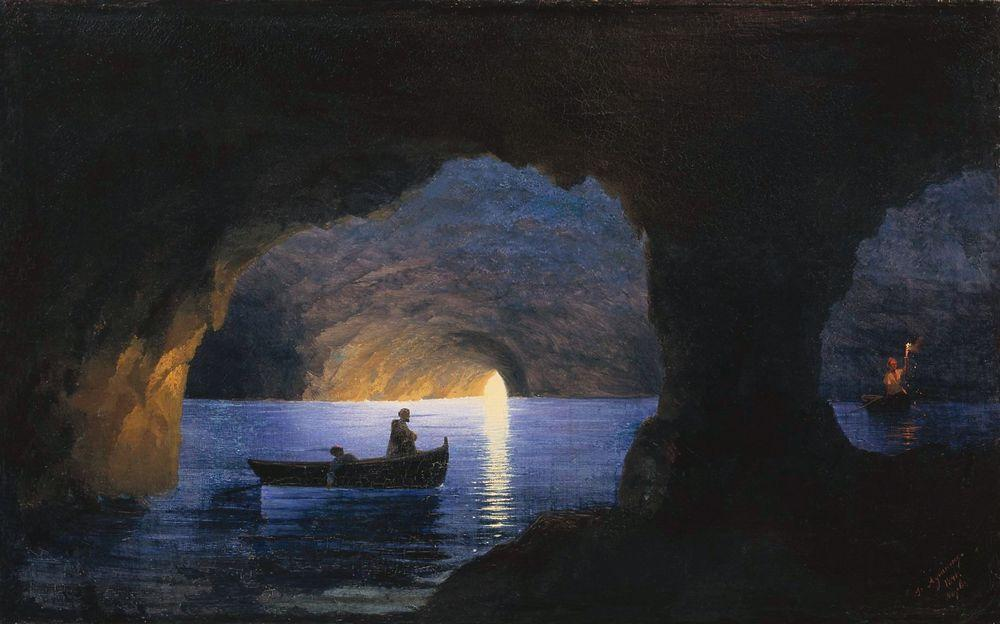
Ivan Aïvazovski Grotte bleue (Italie) à Capri, 1841, toile, huile. 74x100 cm

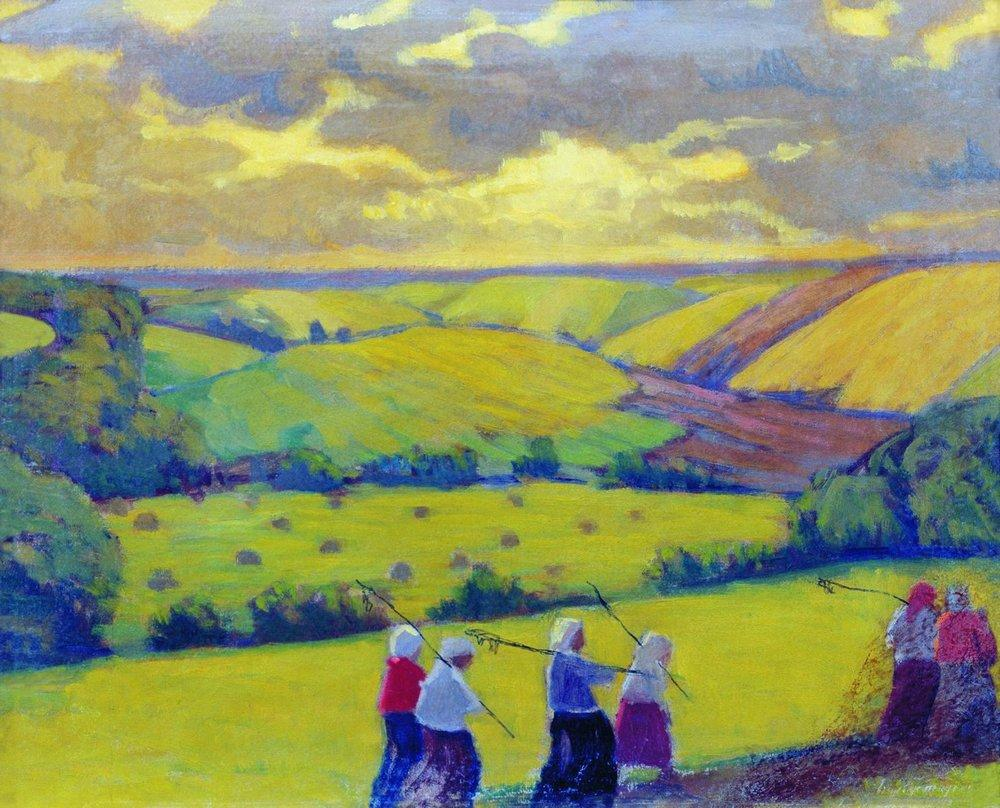
Boris Kustodiev Fenaison, 1910-е, carton, huile. 33x41 cm

Ivan Chichkine la bouleraie, 1871, toile, huile. 70x110,5 cm

Le musée des Beaux-Arts de l'oblast de Donetsk (en russe : Донецкий областной художественный музей) est un des musées les plus riches de l'Ukraine, situé dans la ville de culture Donetsk. Il a été lauréat du concours régional du festival du Scythe d'or (ru) en 1999, destiné à mettre en valeur les potentialités culturelles, sportives et industrielles de la ville et de la région de Donetsk. La crise ukrainienne de 2014 et la sécession du Donbass qui a suivi rendent la gestion du musée difficile. Les autorités ukrainiennes ont déplacé l'adresse du musée vers une filiale située dans une région qu'elle contrôle à Prelestnoe.

## Histoire
Le musée s'est ouvert le 23 septembre 1939 comme musée d'art figuratif. En 1941 il a cessé d'exister durant la Grande Guerre patriotique de 1941 à 1945. Puis à partir de 1958 un département des beaux-arts a été créé du nom de musée de Stalino (ancien nom de la ville de Donetsk), et à partir de 1960 une galerie de tableaux du nom de Staline et enfin, en 1965, le musée est devenu le musée des Beaux-Arts de Donetsk.
Le musée possède aujourd'hui une collection de plus de 15 mille tableaux, dessins, sculptures, objets décoratifs. On trouve dans les collections des maîtres ukrainiens, russes et étrangers du XVIe au XXe siècle ainsi que des pièces de l'antiquité. 
Dans l'exposition permanente du musée on trouve des œuvres des peintres suivants:
- Ivan Aïvazovski,
- Fiodor Vassiliev,
- Alexandre Benois,
- David Bourliouk,
- Viktor Vasnetsov,
- Véra Goloubkina,
- Igor Grabar,
- Gerard Dou,
- Oreste Kiprensky,
- Piotr Kontchalovski,
- Alexeï Korine,
- Vassili Polenov,
- Alexeï Savrassov,

- Valentin Serov,
- Vassili Sourikov,
- Robert Falk,
- Ivan Chichkine,
- Tatiana Iablonskaïa.
- Oreste Kiprensky.
- Zinaïda Serebriakova
- Constantin Kryjitski
- Sergueï Vassilkovski
- Sergueï Svetoslavski
- Jacopo Amigoni
- Fiodor Vassiliev

Le musée disposait avant la guerre du Donbass, d'une filiale dans le village de Prelestnoe dans l'oblast de Donetsk raïon de Slaviansk : le musée d'architecture populaire, de la vie quotidienne et de réalisations par des enfants . Les autorités ukrainiennes ont réenregistré le musée de Donetsk à l'adresse de cette filiale située hors de la zone de la république populaire de Donetsk.

## Sculptures dans les collections du musée
Dans sa collection le musée possède environ 40 sculptures de Nikolaï Yacinenko (ru) réalisées de 1973 à 1991.

## Galerie de tableaux sur commons
- Картины из собраний Донецкого областного художественного музея